# Тимонова, Юлия Владимировна
Ю́лия Влади́мировна Ти́монова (род. 12 июня 1973, Саратов) — советская и российская волейболистка, игрок сборных СССР и России (1991—1996). Чемпионка Европы 1993, двукратная чемпионка СССР, двукратная чемпионка России. Центральная блокирующая. Мастер спорта России международного класса (1996).

## Биография
Юлия Тимонова начала заниматься волейболом в Саратове у тренеров О.В.Козловой и В.Н.Иванова. Выступала за команды: 1989—1991 и 1994—1996 — «Уралочка» (Свердловск/Екатеринбург), 1991—1994 — «Уралочка»-2/«Юнезис». В их составах:
- двукратная чемпионка СССР — 1990 и 1991;
- двукратная чемпионка России — 1995, 1996;
  - серебряный (1993) и бронзовый (1994) призёр чемпионатов России;
- двукратный победитель розыгрышей Кубка европейских чемпионов — 1990, 1995;
  - серебряный (1991, 1996) и бронзовый (1992) призёр Кубка чемпионов;
- бронзовый призёр Кубка ЕКВ 1993.

В составе молодёжной сборной СССР/СНГ стала чемпионкой мира 1991 и чемпионкой Европы 1992. В составе юниорской сборной СССР в 1989 выиграла золотые награды первого чемпионата мира среди девушек.
В национальных сборных СССР и России выступала в 1991 и 1993—1996 годах. В их составах:
- бронзовый призёр чемпионата мира 1994;
- бронзовый призёр Кубка мира 1991;
- бронзовый призёр Всемирного Кубка чемпионов 1993;
- бронзовый призёр Гран-при 1996;
- чемпионка Европы 1993;
  - бронзовый призёр чемпионата Европы 1995;
- чемпионка Игр Доброй воли 1994;
- участница Олимпийских игр 1996;
- участница розыгрышей Гран-при 1994 и 1995.

В настоящее время носит фамилию Большакова.

## Источник
- Волейбол. Энциклопедия/Сост. В. Л. Свиридов, О. С. Чехов. Томск: Компания «Янсон» — 2001.